# Mestre del Tallat
El Mestre del Tallat fou un escultor o mestre de cases actiu entre 1475 i 1510 al voltant de la Conca de Barberà, la Baixa Segarra i l'Urgell.
Es tracta d'una personalitat artística identificada per Joan Yeguas i Damià Amorós i Albareda, a partir d'unes premisses proposades per Pau Arroyo, activa al Monestir de Poblet, al castell dels Llorac de Solivella i al santuari del Tallat. Recents investigacions han aportat noves localitzacions com el santuari dels Torrents de Vimbodí i Poblet o el castell de Savallà del Comtat, vinculat a la família Boixadors. Aquests treballs suggereixen que el Mestre del Tallat tingué la confiança i suport d'algunes de les personalitats eclesiàstiques i nobiliàries més importants de la zona, com l'abat de Poblet, els senyors de Solivella, els senyors de Savallà, etc.

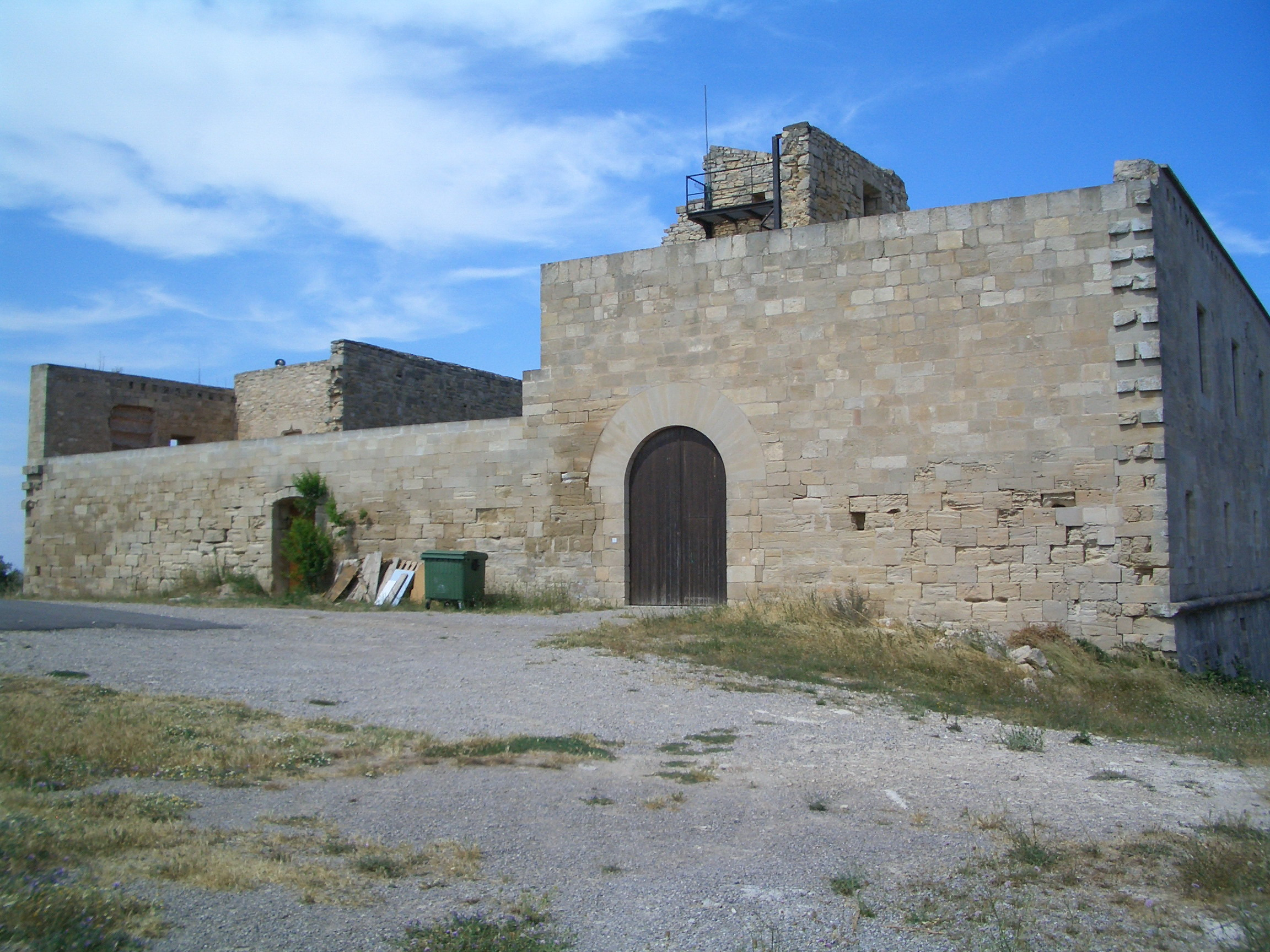
Santuari del Tallat, conjunt on desenvolupà gran part de la seva obra el Mestre del Tallat

## Característiques de la seva obra
Gràcies a l'estudi de la producció artística atribuïda al Mestre s'han pogut perfilar algunes característiques pròpies del treball:
- Desproporció en les formes, potser obligada per la necessària adaptació de les figures als diferents elements arquitectònics.
- Treball dels volums força expressiu.
- Ús abusiu de la decoració vegetal en espais buits, quan no hi ha presència de figures humanes, animals o d'heràldica.
- Repetició de rostres, especialment d'àngels, amb cabells rinxolats.
- Detalls tècnics i estilístics amb originals solucions creatives, que apunten cap a nous aires formals.

Tractant-se d’un imaginaire que sorgeix de nou, sense documentació relacionada, l’atribució s’ha realitzat d'acord amb les semblances estilístiques i tècniques entre les diferents obres analitzades. No s’ha de descartar que en lloc d’una sola persona es tracti d’un taller escultòric, ja que presenta una forta producció arquitectònica i escultòrica concentrada en pocs anys i geogràficament molt propera.

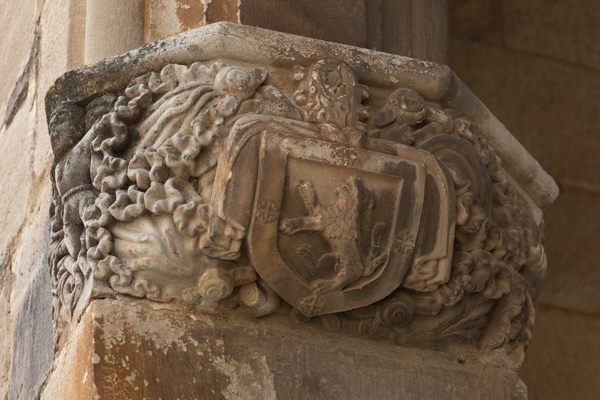
Escut de l'Abat Payo Coelo a la Porta Durada de Poblet, atribuïda al Mestre del Tallat

S'ha localitzat obra atribuïble al Mestre del Tallat a les ubicacions següents:
- Monestir de Poblet (Porta Daurada i altres obres vinculades a l'abat Payo Coello).
- Santuari del Tallat de Rocallaura.
- Santuari dels Torrents de Vimbodí i Poblet.
- Castell de Solivella
- Castell de Savallà del Comtat

Ara bé, les diverses desamortitzacions, guerres, revoltes i fets atzarosos esdevinguts especialment al llarg del segle xix, però també al XX, han comportat que part de l'obra del Mestre del Tallat es trobi fora dels espais per on s'havia dissenyat:
- Museus de Sitges
- Castell de Santa Florentina de Canet de Mat
- Museu Comarcal de la Conca de Barberà de Montblanc
- Església de Sant Llorenç de Rocallaura
- Reus
- Castell de Peralada[3]

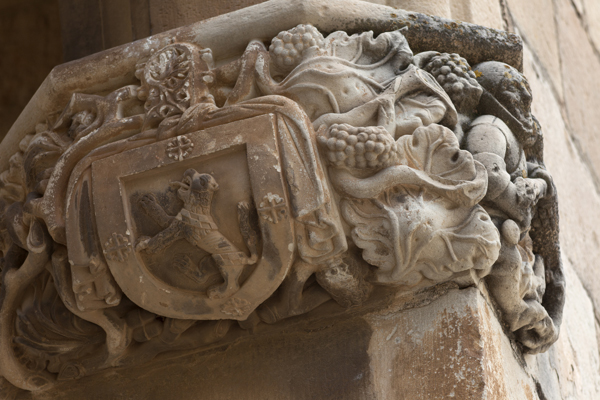
Escut de l'abat Payo Coelo a la Porta Daurada de Poblet, atribuida al Mestre del Tallat

Val la pena assenyalar que la cultura artística d’aquest artífex anònim és pròxima a un mestre de cases i picapedrer com Jaume Alfonso de Baena (documentat entre 1464 i 1480), que va fer escultura arquitectònica als claustres dels monestirs de Santa Maria de Montserrat (contractat el 20 de setembre de 1476) i de Sant Jeroni de la Murtra (capitulat conjuntament amb Pere Bacet –o Basset– el 22 de desembre de 1478), amb solucions estilístiques (personatges, pentinats, tipus d’ales dels àngels, fulles, etc.) que s’haurien posat de moda al darrer quart del segle XV i principis del XVI.
Un episodi que es desenvolupa dins els paràmetres formals del darrer gòtic, a les portes de l’entrada de les formes renaixentistes, però dut a terme per un artífex que enllaça amb la tradició escultòrica catalana del segle XV. Una època poc atesa pels estudiosos, a causa de ser un període de transició entre dues maneres d’entendre el món, no obstant això, que té indubtable interès històric i artístic.